# Edgardo Gagliardi
Edgardo José Gagliardi (Mar del Plata, 27 de noviembre de 1936) es un contador público y político argentino de la Unión Cívica Radical. Se desempeñó como intendente de San Carlos de Bariloche por dos mandatos consecutivos (1985-1991), como vicegobernador de la provincia de Río Negro entre 1991 y 1995 y como senador nacional por la misma provincia entre 1996 y 2001.

## Biografía
Nació en noviembre de 1936 en Mar del Plata (provincia de Buenos Aires). Egresó como perito mercantil en la Escuela de Comercio de Mar del Plata en 1955 y en 1961 se graduó de contador público en la Facultad de Ciencias Económicas de la Universidad Nacional de La Plata.
Se radicó en la provincia de Río Negro en 1961, siendo jefe de la delegación de Rentas de General Roca entre 1963 y 1965 y director de Rentas del gobierno provincial de Río Negro entre 1965 y 1968. Desde 1961 en adelante también ejerció la docencia en nivel secundario en las localidades de General Roca, Viedma y San Carlos de Bariloche en materias de contabilidad y matemáticas. También ejerció la profesión de contador público en San Carlos de Bariloche, San Martín de los Andes y Junín de los Andes (estas dos en la provincia del Neuquén).
En política, se afilió a la Unión Cívica Radical (UCR) en 1956, siendo estudiante. En el ámbito partidario, fue vicepresidente de la convención provincial de la UCR entre 1987 y 1989 y del comité provincial entre 1989 y 1991. Fue delegado por Río Negro al Comité Nacional de la UCR de 1991 a 1993 y presidente del comité local en San Carlos de Bariloche entre 1993 y 1995.
Entre 1983 y 1985 se desempeñó como secretario de Economía de la municipalidad de San Carlos de Bariloche, en la intendencia de Atilio Feudal. Ese último año fue elegido intendente de dicha localidad, siendo reelegido en 1987. En paralelo a sus funciones, integró el Foro Nacional de Intendentes Radicales y el Foro Nacional de Municipios Argentinos.
En las elecciones provinciales de 1991, fue elegido vicegobernador de la provincia de Río Negro, acompañando a Horacio Massaccesi, con mandato hasta 1995. La fórmula radical había obtenido el 46,44% de los votos positivos contra el 26,95% de la fórmula justicialista (Víctor Sodero Nievas-Oscar Albrieu).
En abril de 1996 asumió como senador nacional por Río Negro, con mandato hasta diciembre de 2001, en la banca que se hallaba vacante por las elecciones al Senado de 1995. Fue presidente de la comisión de Pesca, Intereses Marítimos y Portuarios; vicepresidente de la comisión de Coparticipación Federal de Impuestos; y vocal en las comisiones de Presupuesto y Hacienda; de Ciencia y Tecnología; de Comercio; de Turismo; de Economía y Desarrollo Humano; de Población y Desarrollo; y en la comisión parlamentaria mixta Revisora de Cuentas de la Administración.
Tras su salida del Senado, dejó la función pública, continuando su militancia en el radicalismo.